# Gardman
Gardman (Armeens: Գարդման), ook wel bekend als Gardmank' of Gardmanadzor, was een van de acht kantons van de historische provincie Utik' binnen het Koninkrijk Armenië. Daarnaast was het - samen met het kanton Tuch'katak - een Armeens vorstendom. De locatie kwam ongeveer overeen met die van de huidige Azerbeidzjaanse districten Qazax, Şəmkir, Ağstafa, Daşkəsən, Göygöl, Tovuz en Gədəbəy en een deel van de Armeense provincie Tavoesj.
Gardman was tevens de naam van het centraal gelegen fort binnen het kanton.